# Municipio de Gulf
El municipio de Gulf (en inglés: Gulf Township) es un municipio ubicado en el  condado de Chatham en el estado estadounidense de Carolina del Norte. En el año 2000 tenía una población de 3.232 habitantes.

## Geografía
El municipio de Gulf se encuentra ubicado en las coordenadas 35°35′43.84″N 79°19′2.22″O / 35.5955111, -79.3172833.